# Selwynita
La selwynita és un mineral de la classe dels fosfats, que pertany al grup de la gainesita. Rep el nom en honor d'Alfred Richard Cecil Selwyn (1824-1902), geòleg britànic, director fundador del Geological Survey de Victòria, Austràlia, entre els anys 1860 i 1869, i el segon director del Geological Survey of Canada (1869-1895).

## Característiques
La selwynita és un fosfat de fórmula química NaK(Be,Al)Zr₂(PO₄)₄·2H₂O. Cristal·litza en el sistema tetragonal. La seva duresa a l'escala de Mohs és 4.
Segons la classificació de Nickel-Strunz, la selwynita pertany a «08.C - Fosfats sense anions addicionals, amb H₂O, amb cations de mida petita i mitjana» juntament amb els següents minerals: fransoletita, parafransoletita, ehrleïta, faheyita, gainesita, mccril·lisita, pahasapaïta, hopeïta, arsenohopeïta, warikahnita, fosfofil·lita, parascholzita, scholzita, keyita, pushcharovskita, prosperita, gengenbachita i parahopeïta.

## Formació i jaciments
Va ser descoberta a la pedrera de granit de Wycheproof, al comtat de Buloke (Victòria, Austràlia), tractant-se de l'únic indret de tot el planeta on ha estat descrita aquesta espècie mineral.